# Clathrina minorcensis
Clathrina minorcensis är en svampdjursart som först beskrevs av Lakschewitsch 1896.  Clathrina minorcensis ingår i släktet Clathrina och familjen Clathrinidae. Inga underarter finns listade i Catalogue of Life.